# Peprilus ovatus
Peprilus ovatus és una espècie de peix marí pertanyent a la família dels estromatèids i a l'ordre dels perciformes.

## Descripció
Fa 20 cm de llargària màxima.

## Reproducció
És externa.

## Alimentació
El seu nivell tròfic és de 3,88.

## Hàbitat i distribució geogràfica
És un peix marí, bentopelàgic i de clima subtropical (32°N-29°N), el qual viu al Pacífic oriental central: el nord del golf de Califòrnia (Mèxic).

## Observacions
És inofensiu per als humans i el seu índex de vulnerabilitat és baix (16 de 100).